# District de Mpika
Le district de Mpika est un district de Zambie, situé dans la Province Septentrionale. Sa capitale se situe à Mpika. Selon le recensement zambien de 2000, le district a une population de 146 196 personnes.